# ریوتا کاتایوسه
ریوتا کاتایوسه (片寄 涼太 Katayose Ryōta, زادهٔ ۲۹ اوت ۱۹۹۴) خواننده و بازیگر ژاپنی است. او وکالیست گروه Generations from Exile Tribe زیر نظر کمپانی ال‌دی‌اچ است.

## زندگی شخصی
در ۱ ژانویه ۲۰۲۳، کاتایوسه با بازیگر تائو تسوچیا ازدواج کرد و اعلام کرد که منتظر اولین فرزندشان هستند.